# Adaptive Desaktivierung
Die Adaptive Desaktivierung versucht, mit einer niedrigen Dosierung eines Wirkstoffes eine Toleranz dagegen zu induzieren. Angewendet wird sie vor allem bei einer Unverträglichkeit von Acetylsalicylsäure (ASS, Aspirin), die unter anderem zu Asthma-Anfällen führt, und bei Vorliegen einer Samter-Trias. Das Konzept der adaptiven Desaktivierung beruht darauf, dass ein bis drei Tage nach dem Auftreten einer Unverträglichkeitsreaktion durch ASS keine weitere Reaktion durch den Wirkstoff ausgelöst werden kann, man spricht von einer Refraktärphase. Die adaptive Desaktivierung nutzt die Refraktärphase, um mit regelmäßigen Gaben kleiner Dosen ASS eine Toleranz gegenüber dem Wirkstoff aufzubauen. Es handelt sich dabei nicht um eine Hyposensibilisierung, da der ASS-Unverträglichkeit keine Allergie zugrunde liegt.

## Belege
- Thomas Herdegen: Kurzlehrbuch Pharmakologie und Toxikologie. 3. Auflage. Georg Thieme, Stuttgart/New York 2014, ISBN 978-3-13-142293-4, S. 347.
- Nicole Schuster: Intoleranz: ASS desaktivieren oder meiden. Pharmazeutische Zeitung, 30. November 2018. Zuletzt abgerufen am 29. März 2020.